# Den kirkelige nødret fra Dahlem
Den kirkelige nødret fra Dahlem (Nødretten fra Dahlem, ty. Dahlemer Notrecht) var en erklæring fra en bekendelsessynode, der indledtes oktober 1934 i den tyske by Dahlem ved Berlin, hvor man fastslog at "Den tyske evangeliske kirke", Deutsche Evangelische Kirche, var zerschlagen, ødelagt.
De Deutsche Christen – som var under indflydelse af nationalsocialisterne – stod med deres leder Ludwig Müller i spidsen for den nationale kirke og de forskellige landskirker. Med denne erklæring blev de ekskommuniceret på grund af deres handlinger gennem rigsbroderrådet, Reichsbruderrat. 
Den nye ledelse i den evangeliske kirke i Tyskland lå nu hos det af synoden valgte Reichsbruderrat. Tilhængerne af Dahlemer Notrechts kaldtes Dahlemiten.
Efter oprettelsen juli 1948 af "Den evangeliske kirke i Tyskland", Evangelische Kirche in Deutschland, i Eisenach blev denne ledelse af Bruderrat der EKD anerkendt som den retmæssige kirkeledelse, og den kirkelige nødret blev ophævet. 